# Cime de Frémamorte
La cime de Frémamorte est un sommet culminant entre 2 725 et 2 731 mètres d'altitude selon les sources situé dans le massif alpin du Mercantour-Argentera, sur la ligne de crête séparant le département des Alpes-Maritimes (France) du Piémont (Italie). Ce sommet s'élève entre le parc national du Mercantour et le parc naturel des Alpes maritimes.

## Toponymie
Il semble que le nom provienne d'une légende locale, et signifie « femme morte ». Cette femme étant l'épouse mal traitée du seigneur de Valdeblore, laquelle, cherchant à fuir vers l'Italie, serait morte dans cette zone,,,.

## Alpinisme
Le sommet est accessible aux randonneurs depuis le col de Frémamorte. Le sentier est un peu aérien et légèrement exposé mais ne présente pas de difficulté particulière.

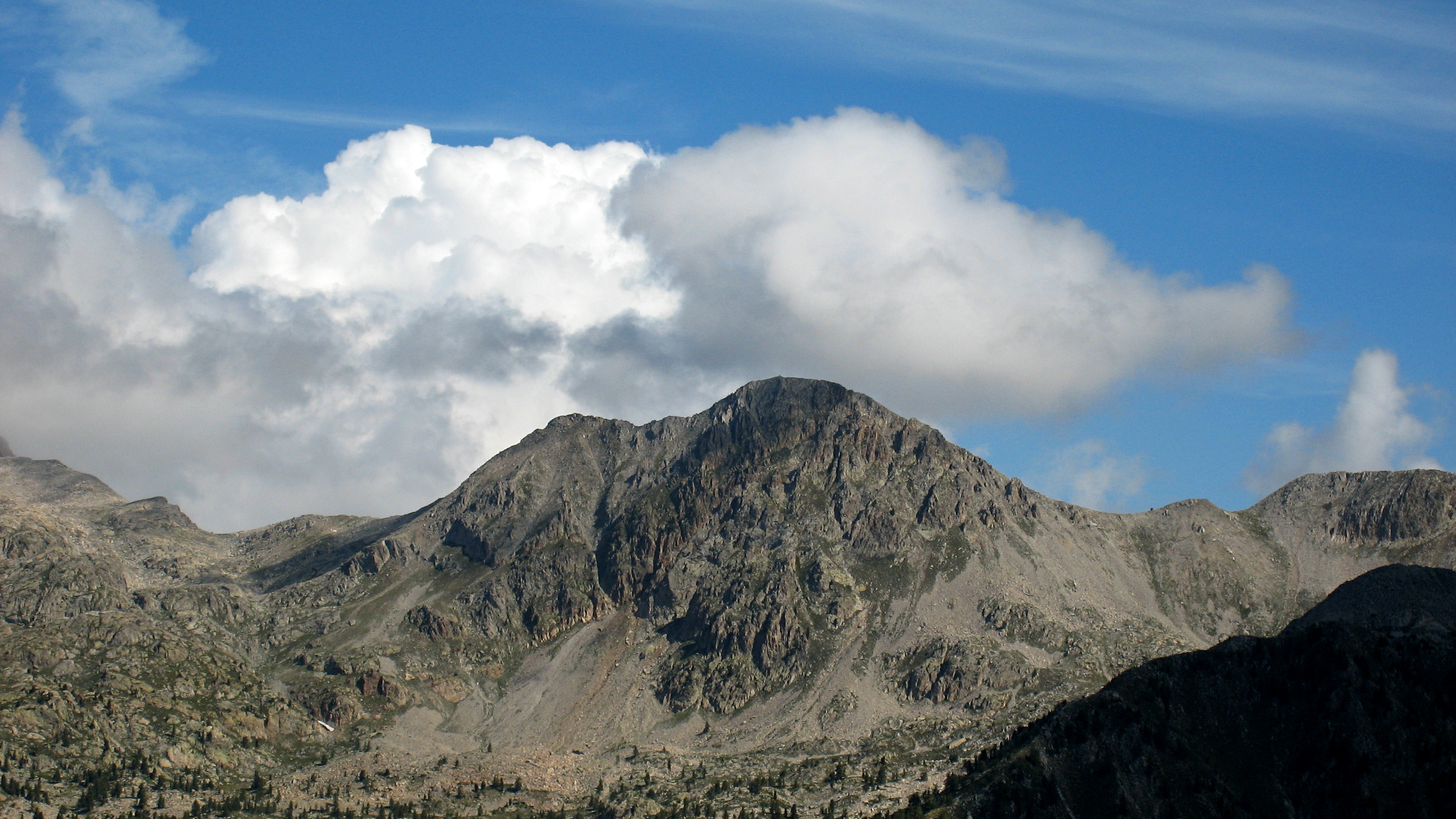
Cime de Frémamorte